# Tirrena-Adriàtica 1982
La Tirrena-Adriàtica 1982 va ser la 17a edició de la Tirrena-Adriàtica. La cursa es va disputar en un pròleg inicial i cinc etapes, la penúltima de les quals era la tradicional contrarellotge individual pels carrers de San Benedetto del Tronto, entre el 13 i el 18 de març de 1982, amb un recorregut final de 819,7 km.
El vencedor de la cursa fou l'italià Giuseppe Saronni (Del Tongo), que s'imposà al neerlandès Gerrie Knetemann (TI-Raleigh) i l'estatunidenc Greg Lemond (Renault), segon i tercer respectivament. Aquesta fou la segona victòria de Saronni en aquesta cursa, després de l'aconseguida el 1978.

## Etapes
| Etapa | Data       | Recorregut                                 | Km    | Vencedor d'etapa       | Líder de la general    |
| ----- | ---------- | ------------------------------------------ | ----- | ---------------------- | ---------------------- |
| Pr.   | 13 de març | Cerenova Constantica - C.Constantica (CRI) | 7,7   | Gerrie Knetemann (NED) | Gerrie Knetemann (NED) |
| 1a    | 14 de març | Cerenova Constantica - Chianciano Terme    | 199,0 | Giuseppe Saronni (ITA) | Gerrie Knetemann (NED) |
| 2a    | 15 de març | Chianciano Terme - Gubbio                  | 198,0 | Giuseppe Saronni (ITA) | Giuseppe Saronni (ITA) |
| 3a    | 16 de març | Gubbio - Monte San Pietrangeli             | 186,0 | Greg Lemond (EUA)      | Greg Lemond (EUA)      |
| 4a    | 17 de març | S.B del Tronto - S.B del Tronto (CRI)      | 18,0  | Gerrie Knetemann (NED) | Gerrie Knetemann (NED) |
| 5a    | 18 de març | Grottammare - S.B del Tronto               | 211,0 | Gregor Braun (GER)     | Giuseppe Saronni (ITA) |

## Classificació general
|    | Ciclista                  | Equip                | Temps       |
| -- | ------------------------- | -------------------- | ----------- |
| 1  | Giuseppe Saronni (ITA)    | Del Tongo            | 21h 47' 22" |
| 2  | Gerrie Knetemann (NED)    | TI-Raleigh           | + 07"       |
| 3  | Greg Lemond (EUA)         | Renault              | + 27"       |
| 4  | Francesco Moser (ITA)     | Famcucine-Campagnolo | + 29"       |
| 5  | Gregor Braun (GER)        | Capri Sonne          | + 1' 02"    |
| 6  | Daniel Willems (BEL)      | Boule d'Or           | + 1' 21"    |
| 7  | Theo De Rooy (NED)        | Capri Sonne          | + 1' 22"    |
| 8  | Daniel Gisiger (SUI)      | Hoonved-Bottecchia   | + 1' 41"    |
| 9  | Marcel Russenberger (SUI) | Cilo-Aufina          | + 1' 54"    |
| 10 | Silvano Contini (ITA)     | Bianchi-Piaggio      | + 1' 58"    |